# Gervasio Sánchez Fernández
Gervasio Sánchez Fernández (Còrdova, 29 d'agost de 1959) conegut professionalment com a Gervasio Sánchez, és un periodista i fotògraf espanyol, que resideix a Saragossa des de la dècada del 1980. Com a reporter gràfic ha cobert la major part dels conflictes armats d'Amèrica Llatina i la Guerra del Golf des de 1984 fins a 1992, any a partir del qual va passar a cobrir la Guerra de Bòsnia i la resta de conflictes derivats de la desfragmentació de l'antiga Iugoslàvia, encara que també ha cobert diferents conflictes a Àfrica i Àsia.

## Biografia
Va estudiar Periodisme a la Facultat de Ciències de la Informació de la Universitat Autònoma de Barcelona, on es va llicenciar el 1984; aquell any va començar a Guatemala la seva trajectòria com a fotoperiodista especialitat en conflictes armats. Ha treballat per a diferents mitjans, malgrat normalment ho ha fet com a periodista independent. Entre les publicacions per les quals ha treballat destaquen el Heraldo de Aragón (a partir de 1988) i el Magazine de La Vanguardia (des de l'any 2000); i, en altres mitjans, la Cadena SER, la BBC (des de 1994) i la revista Tiempo (a partir del 2000). També és col·laborador habitual de l'agència Cover.
Des de 1998 és enviat especial per la pau de la UNESCO, i des de l'any 2001 dirigeix el Seminari de Fotografia i Periodisme d'Albarrasí.

## Crítica periodística
En una entrevista de 2007 amb motiu de la seva exposició al Palau Robert de Barcelona, va confessar amargament que la premsa havia renunciat al paper social que li correspon i que avui és moda un periodisme superficial i acrític, i, amb ironia, que sobretot els reportatges de denúncia no molestin els anuncis de publicitat de la pàgina del costat. També va criticar el fet que no hi hagués ningú que, des del punt de vista de la investigació periodística, no treballés sobre els grans problemes del món actuals, com ara la immigració il·legal, les màfies que la controlen i el canvi social que significa l'arribada d'homes i dones d'altres cultures.
L'any 2009, durant el lliurament de l'Ortega y Gasset de periodisme, va protagonitzar una polèmica arran del discurs que va pronunciar en recollir-lo, en el qual acusava el govern espanyol de la venda d'armes alhora que predicava polítiques de pau.
Quatre anys més tard, entrevistat a València amb motiu d'una exposició seva, va afirmar que el periodisme és tan important com la sanitat o l'educació perquè una societat sense bon periodisme està condemnada a la manipulació més grollera.

## Premis
En els més de vint-i-cinc anys treballant com a fotoperiodista ha rebut diversos guardons:
- Premio al Millor Periodista de l'Any en 1993, concedit per l'Heraldo de Aragón per la seva cobertura de la guerra de Bòsnia.
- Premi al Millor Treball Gràfic de l'Any 1994, concedit pel Club Internacional de Premsa de Madrid, per la cobertura de la guerra de Bòsnia.
- Premi d'Andalusia de Cultura en 1995 en la seva modalitat de Fotografia.
- Premi Cirilo Rodríguez el juny de 1996.
- Premi de Drets Humans de Periodisme pel seu llibre «Vidas minadas» i la seva trajectòria professional al desembre de 1997, per l'Associació Pro Drets Humans d'Espanya.
- "Fill adoptiu" de la ciutat de Saragossa. L'Ajuntament de la ciutat va acordar al setembre de 1998 concedir-li aquest títol en «reconeixement dels excepcionals mèrits contrets en l'exercici de la seva activitat com a fotògraf, en la qual ha destacat per la seva sensibilitat social i la seva denúncia dels horrors de la guerra».
- Durant la celebració del 50è aniversari de la Declaració Universal dels Drets Humans, el desembre de 1998, la UNESCO el va nomenar «Enviat Especial de la UNESCO per la Pau» per «l'extraordinari testimoniatge que ofereix mitjançant la fotografia del calvari que pateixen les víctimes de les mines antipersones i per la seva infatigable promoció d'una cultura de la pau en sensibilitzar a l'opinió pública mundial sobre la necessitat de proscriure aquestes armes i d'ajudar els mutilats a reinserir-se en la vida quotidiana».
- Al juliol de 2001, la Diputació Provincial de Saragossa li va concedir la Medalla d'Or de Santa Isabel de Portugal per «la seva trajectòria periodística i el seu compromís a favor de la víctimes de la guerra».
- A l'abril de 2004, el Govern d'Aragó li va lliurar la Medalla al Mèrit Professional com a «reconeixement dels seus meritoris treballs com a fotògraf i periodista especialitzat en conflictes internacionals que li converteixen en els ulls i la consciència de l'opinió pública». A més, «com a testimoni d'aquest convuls segle XXI representa la cultura, el risc i el compromís dels corresponsals de guerra al servei de la veritat».
- Premi LiberPress al novembre del 2005 en reconeixement de la seva labor «en favor de la llibertat de premsa i la denúncia de les injustícies».
- Premi Javier Bueno el gener de 2006, atorgat per l'Associació de la Premsa de Madrid.
- Candidat al Premi José Couso de Llibertat de Premsa, el 2007, atorgat pel Colexio Profesional de Xornalistas de Galicia.[1]
- Premi Ortega y Gasset de Periodisme en categoria gràfica al maig del 2008.
- Premi Internacional de Periodisme Rei d'Espanya al gener del 2009 per la sèrie "Mines minades, 10 anys després".
- I Premi Solidaritat Projecte Home, al març de 2009.
- Premi Nacional de Fotografia, al novembre de 2009.[8][9]
- Premi Julio Anguita, al febrer de 2011.
- Premi Bones Pràctiques de Comunicació no Sexista 2016 de l'Associació de Dones Periodistes de Catalunya, per un periodisme rigorós i de qualitat, fent visibles les desigualtats, les injustícies i la violència estructural que pateixen les dones en països en guerra a través de l'exposició Dones. Afganistan.[10]

## Publicacions
Ha publicat diversos llibres fotogràfics, quasi tots editats per Blume Editorial:
- 1995: "El cerco de Sarajevo", llibre fotogràfic
- 1997: "Vidas minadas", exposició i llibre fotogràfic, amb la col·laboració de Metges Sense Fronteres, Mans Unides i Intermón
- 1999: "Kosovo, crónica de la deportación", llibre fotogràfic
- 2000: "Niños de la guerra"
- 2001: "La caravana de la muerte. Las víctimas de Pinochet"
- 2001: "Los ojos de la guerra", amb Manuel Leguineche, en homenatge a Miguel Gil
- 2002: "Cinco años después. Vidas Minadas"
- 2004: "Latidos del tiempo", amb l'escultor i artista plàstic Ricardo Calero
- 2004: "Salvar a los niños soldados", novel·la
- 2005: "Sierra Leona. Guerra y Paz", llibre fotogràfic
- 2007: "365 Vidas minadas", llibre fotogràfic
- 2007: "Vidas minadas, Diez años", llibre fotogràfic
- 2009: "Sarajevo, 1992-2008"
- 2011: "Desaparecidos/víctimas del olvido", llibre fotogràfic

## Exposicions
- 2007: Gervasio Sánchez, al Palau Robert (Barcelona)[5]
- 2008: Vides minades. 10 anys, al Centre de Cultura Contemporània de Barcelona (CCCB)[4] i al Museu Valencià d'Etnologia.[12]
- 2011: Desapareguts, al CCCB.[4] En 2013 com a Desaparecidos, al Casino de la Exposición (Sevilla),[2] i després una altra vegada com a Desapareguts al Museu Valencià d'Etnologia.[7]
- 2012: Antología. Gervasio Sánchez, comissariada per Sandra Balsells, a la Tabacalera (Madrid), i després al Port de Tarragona i el MEIAC de Badajoz, el 2013 al Centro Andaluz de la Fotografía d'Almeria, el 2015 al Palacio de Caja Cantabria, Fundación Caja Cantabria de Santillana del Mar[13] i 2016 al Museu Valencià d'Etnologia.[14]

## Multimèdia
- Entrevista amb Gervasio Sánchez al programa de ràdio La Represa, 2016.